# Sociedad Deportiva Huesca "B"
La Sociedad Deportiva Huesca "B" es el equipo filial de la Sociedad Deportiva Huesca. Fue fundado en el año 1976.  Actualmente compite en la Tercera Federación (Grupo XVII).

## Historia
Antecedentes
El equipo filial de la Sociedad Deportiva Huesca, fue fundado a partir de la estructura del Grupo Deportivo Lamusa Educación y Descanso, club con una importante estructura de fútbol base en la ciudad. A pesar de que desde casi desde su fundación era uno de los filiales del Huesca, no fue hasta 1976 cuando desapareció como club independiente, incorporando uniforme, escudo y denominación de la Sociedad Deportiva, pasando a formar parte íntegramente de la entidad azulgrana.
El Lamusa, que vestía de azul completamente, fue una institución de las conocidas como Educación y Descanso, que en los años que tuvo equipos en categoría sénior participó principalmente en divisiones regionales como la Primera Regional de Aragón y la Regional Preferente de Aragón. La entidad estaba patrocinada por la industria agraria homónima, con gran arraigo en la provincia y la ciudad de Huesca.

## Estadio
El filial de la Sociedad Deportiva disputa sus partidos en el campo municipal de fútbol Santiago de Grañén desde la temporada 2021-22, si bien algún partido de importancia como la final de la eliminatoria de ascenso a Segunda RFEF se jugó en el Estadio El Alcoraz.

## Entrenadores
Cronología de los entrenadores
- 2002-2006: Fernando Arnedillo.
- 2006-2007: Jorge Vaca.
- 2017-2020: José Luis Toa.
- 2020-2022: Dani Aso.[6]
- 2022-presente: Sebas Martínez.[7]

## Datos del club
- Temporadas en Segunda División B / Segunda Federación: 1.
- Temporadas en Tercera División / Tercera Federación: 4.

## Palmarés

### Campeonatos regionales
- Regional Preferente de Aragón (1): 2019-20.
- Primera Regional de Aragón (1): 1981-82.
- Segunda Regional de Aragón (2): 2003-04, 2017-18.
- Subcampeón de la Primera Regional de Aragón (1): 2018-19.